# Eutaeniichthys
Eutaeniichthys is een monotypisch geslacht van straalvinnige vissen uit de familie van grondels (Gobiidae).

## Soort
- Eutaeniichthys gilli Jordan & Snyder, 1901